# Ludloff
Ludloff ist ein Familienname.

## Herkunft
Im 16. und 17. Jahrhundert entwickelte sich der Familienname Ludloff aufgrund von Umlautung und schwankenden Namensschreibungen aus dem Namen Ludolf heraus.
- hlod (altgermanisch), hlud (altsächsisch, angelsächsisch, friesisch), lut (niederhochdeutsch): "laut" (als Eigenschaftswort) oder „berühmt“
- ulf, olf, uolf (althochdeutsch) „Wolf“
- Zusammenfassende Bedeutung: "Glücksbringer", "Helfer", "Berühmter Helfer", "Lauter Wolf"

Eine Umlautung von f erst zu ph erklärt sich daraus, dass im 16. und 17. Jahrhundert die griechische Schreibweise mit ph dem deutschen f bevorzugt wurde. Später wurde dann das "fremdartige" ph durch das "volkstümliche" ff ersetzt.

## Varianten
Die häufigsten Varianten sind Ludolf (Ludolph) und Rudolf (Rudolph).

## Familie
Als Ursprung der Familie Ludloff lässt sich das Fürstentum Schwarzburg-Sondershausen in Thüringen angeben. Mitglieder der Familie Ludloff hatten in der Folge unterschiedlichste Funktionen im Fürstentum inne, wie z. B. mit Gottfried Ludloff (1751–1825) die Leitung des Naturalienkabinetts in Sondershausen oder mit Friedrich Carl Ludloff  (1808–1878) das Pfarramt der Stadtkirche von Sondershausen.
Der bekannte Teil der Familie Ludloff geht auf den deutschen fürstlichen Landschaftsrat Johann Friedrich Ludloff (1723–1790), welcher im Fürstentum Schwarzburg-Sondershausen geboren wurde, zurück. In erster Ehe mit Maria Magdalena Müller (1730–1752) verheiratet, entstammt aus dieser Verbindung der spätere fürstliche Rat, Gottlieb Friedrich Ludloff (1751–1825). Sein Sohn war der kaiserlich russischer Bergbaubeamter Gottlieb Wilhelm Ludloff (1782–1840).
In zweiter Ehe war Johann Friedrich Ludloff mit Dorothea Margaretha Heinrici († 1732) verheiratet. Ihr Sohn Johann Friedrich Ludloff (1764–1830) hatte mit seiner Ehefrau Christiane Auguste Caroline, geb. Blumröder (1778–1853), mehrere Kinder. Ein zweiter Sohn aus der Verbindung Ludloff–Heinrici war der spätere Schriftsteller Friedrich Carl Ludloff (1766–1824). Johann Friedrich und Christiane Auguste Caroline Ludloff hatte u. a. drei Söhne, deren Nachfahren ebenfalls bekannte Personen sind:
1. Rudolf Friedrich Ludloff (1800–1839), später Ökonom, Rittergutverwalter und Rittergutsbesitzer
  1. Hermann Ludloff (1828–1898)
    1. Weitere Nachfahren:
      - Jens Ludloff (* 1964)

  2. Otto Ludloff (1830–1890)
    1. Rudolf Ludloff (* 1868)
    2. Weitere Nachfahren:
      - Rudolf Ludloff (* 1927)
2. Louis Ludloff (1807–1867)
  1. Rudolf Friedrich Ludloff (* 1848), später Landwirt, Offizier und Autor
    1. Fritz Ludloff (1875–1924)

  2. Richard Ludloff (1830–nach 1913)
3. Friedrich Carl Ludloff (1808–1878), später Konsistorial-, Ministerial- und Kirchenrat
  1. Friedrich Ludloff
    - Karl Ludloff (1864–1945)
      - Hanfried Ludloff (in USA als John Frederick, 1868–1951)

  2. Max Ludloff (1839–1911)
    - Rudolf Max Ludloff (1863–1933)

  3. Carl Ludloff (* 1842)

## Namensträger
- Albrecht Ludloff (* 1924), deutscher Ingenieur und Erfinder
- Carl Ludloff (* 1842), deutschamerikanischer Kaufmann und Bienenzüchter
- Friedrich Ludloff (Industrieller) (1838–nach 1914), deutscher Landwirt, Gutspächter und Industrieller
- Friedrich Carl Ludloff (Schriftsteller) (1766–1824), deutscher Forstsekretär und Heimatschriftsteller
- Friedrich Carl Ludloff (Theologe) (1808–1878),  deutscher Theologe, Fürstlicher Ministerial- und Kirchenrat
- Fritz Ludloff (1875–1924), deutscher Expeditionsteilnehmer und Major
- Gottlieb Friedrich Ludloff (1751–1825), deutscher fürstlicher Rat und Leiter der fürstlichen Naturaliensammlung Sondershausen
- Gottlieb Wilhelm Ludloff (1782–1840), kaiserlich russischer Bergbaubeamter
- Hanfried Ludloff (1899–1987), deutsch-amerikanischer Physiker und Hochschullehrer
- Heather Ludloff (* 1961), US-amerikanische Tennisspielerin
- Hermann Ludloff (1828–1898), deutscher Domänenpächter und Rittergutsbesitzer
- Jens Ludloff (* 1964), deutscher Architekt und Hochschullehrer
- Johann Friedrich Ludloff (1723–1790), deutscher fürstlicher Landschaftsrat
- Karl Ludloff (1864–1945), deutscher Orthopäde, Chirurg und Hochschullehrer
- Karl Ludloff (Geologe) (um 1843–nach 1880), deutschamerikanischer Geologe und Bergbauingenieur
- Louis Ludloff (1807–1867), deutscher Rittergutbesitzer
- Max Ludloff (1839–1911), deutscher Kaufmann und Industrieller
- Richard Ludloff (1830–nach 1913), deutscher Übersetzer, Autor und Dichter
- Rudolf Ludloff (Architekt) (* 1868), deutscher Architekt und Bildhauer
- Rudolf Ludloff (Wirtschaftshistoriker) (* 1927), deutscher  Wirtschaftshistoriker und Hochschullehrer
- Rudolf Friedrich Ludloff (Ökonom) (1800–1839), deutscher Rittergutsbesitzer und Ökonom
- Rudolf Friedrich Ludloff (Landwirt) (1848–nach 1910), deutscher Landwirt, Offizier und Autor
- Rudolf Max Ludloff (1863–1933), deutscher Architekt